# John Frusciante
John Anthony Frusciante (5. ožujka 1970., Astoria, Queens, New York City), američki je gitarist, kantautor i glazbeni producent. Rođen je 5. ožujka 1970.g. u New Yorku, SAD. Najveću je slavu stekao kao gitarist rock grupe Red Hot Chili Peppers, s kojima je svirao na pet studijskih albuma (Mother's Milk, Blood Sugar Sex Magik', Californication, By the Way i Stadium Arcadium). Ostvario je i aktivnu solo karijeru u kojoj je izdao 10 albuma kako samostalno, tako i surađujući sa svojim prijateljima Joshom Klinghofferom i Joeom Lallyem.
Frusciante je poznat po svojim kompleksnim ritmovima i melodijama koje čini mješavina funk i rock zvuka, zaslužna i za prepoznatljivost zvuka Red Hot Chili Peppersa. Glazba u njegovim solo albumima spoj je mnogih glazbenih stilova, od eksperimentalnog rocka i ambientalne glazbe, pa sve do synth rocka i elektroničke glazbe. Kao vrlo poštovan i utjecajan gitarist, Frusciante je zauzeo 18. mjesto na listi 100 najboljih gitarista svih vremena časopisa Rolling Stone.

## Životopis

### Djetinstvo i mladost
Frusciante je rođen u Astoriji, četvrti u Queensu, New York. Njegov otac, John Frusciante stariji, bio je školovani klavirist a njegova majka Gail bila je talentirana pjevačica koja se odrekla glazbene karijere kako bi ostala kod kuće i brinula se za obitelj. Kasnije su se preselili u grad Tucson, u američkoj državi Arizoni, a nakon toga na Floridu, gdje njegov otac i danas radi kao sudac. Fruscianteovi roditelji razveli su se kada je Johnu bilo 12 godina te su se nakon toga njegova majka i on preselili u grad Santa Monicu, u Kaliforniji.
Kada je imao 9 godina, počeo se zanimati za The Germs, punk rock grupu iz Los Angelesa. Godinu dana poslije počeo je pohađati satove sviranja gitare kod gitarista koji ga je upoznao s glazbom Red Hot Chili Peppersa. Kasnije se počeo zanimati za glazbu velikih gitarističkih majstora poput Jeffa Becka, Jimmy Pagea i Jimi Hendrixa. Uz dopuštenje i potporu roditelja, napustio je srednju školu sa 16 godina i odselio se u Los Angeles kako bi usavršio svoje glazbene vještine.

### 1988. – 1992.: Red Hot Chili Peppers
Frusciante je prvi put gledao Pepperse na koncertu kada mu je bilo 15 godina i postao je predani fan, posebno tadašnjeg gitarista u grupi, Hillela Slovaka. Idealizirao je Slovaka, proučavajući i učeći praktički sve gitarističke i bas elemente s prva 3 albuma Peppersa. Upoznao se sa Slovakom kada mu je bilo 17 godina, na zadnjem koncertu na kojem ga je gledao kako svira. Frusciante se 1988. g. sprijateljio s bivšim bubnjarem grupe Dead Kennedys i budućim bubnjarem Peppersa D. H. Peligrom. Često su svirali skupa i Peligro je pozvao Flea (basista Peppersa) da im se pridruži u svirci te se vrlo brzo stvorila sviračka kemija između Flea i Frusciantea. 
Slovak je umro 1988. g. od predoziranja heroinom, a bubnjar Jack Irons, ne uspjevši prebolji prijateljevu smrt, napušta Pepperse. Flea i frontman Anthony Kiedis ubrzo su se regrupirali, ustrajni u namjeri da nastave rad grupe. Flea je ostao zapanjen Fruscianteovim poznavanjem repertoara Peppersa, a kako je grupa očajnički trebala novog gitarista da zamjeni Slovaka, u dogovoru s Kiedisom odlučeno je da Frusciante postane novi gitarist grupe.
Peligrovo sviranje ozbiljno je bilo narušeno njegovim pretjeranim drogiranjem i ubrzo je otpušten iz grupe i zamijenjen novim bubnjarom, Chadom Smithom te je 1989. g. započelo snimanje albuma Mother's Milk, Fruscianteovog prvog albuma s Peppersima. Fruscianteov kasnije vrlo prepoznatljiv gitaristički stil još nije bio izrađen i njegovo sviranje na albumu oslanjalo se uglavnom na oponašanju Slovaka. 
Drugi album Frusciantea s Peppersima, Blood Sugar Sex Magik, grupa je snimila u suradnji s producentom Rickom Rubinom. Za vrijeme snimanja grupa se izolirala od vanjskog svijeta i svi su članovi u tom vremenu, osim Chada Smitha, živjeli u Rubinovoj vili. Blood Sugar Sex Magik je polučio golem komercijalni uspjeh nakon što je izdan u rujnu 1991. g., zauzevši 3. mjesto na Billboardovoj ljestvici i prodavši se u preko 7 milijuna primjeraka samo u SAD-u. Tako neočekivani uspjeh preko noći je pretvorio Pepperse u rock zvijezde a ta naglo stečena slava iznenadila je Frusicantea, koji se teško uspijevao nositi s njom. 

### 1992. – 1997.: napuštanje Peppersa i ovisnost o drogama
Ubrzo nakon izdavanja albuma Blood Sugar Sex Magik, Frusciante je počeo izražavati nezadovoljstvo novostečenom popularnosti grupe koje je kulminiralo 7. svibnja 1992. g. u Tokijskom klubu Quattro kada je odbio izići na pozornicu i obavijestio ostale članove grupe da napušta Pepperse. Na kraju je ipak odsvirao koncert do kraja, ali je već sljedeće jutro odletio u Kaliforniju.
Do tog je trenutka već razvio ozbiljnu ovisnost o drogama kao rezultat četverogodišnjih turneja i svirki s grupom, počevši s marihuanom, da bi ubrzo postao potpuno ovisan o heroinu. Nakon napuštanja Peppersa, koncentrirao se uglavnom na slikanje i produciranje snimaka koje je napravio dok je još svirao u Peppersima. Kako bi se mogao nositi s depresijom koja se neprestano pogoršavala, počeo je uzimati sve više i više heroina čime si je na kraju ugrozio i život. Kasnije je u razgovoru za časpois Spin rekao: "Trijezan sam bio vrlo tužan, a drogiran sam bio vrlo sretan, stoga sam odlučio da trebam neprestano biti drogiran. Nikad nisam osjećao grižnju savjesti zbog toga, doista sam bio ponosan što sam ovisnik."
Frusciante je izdao svoj prvi solo album Niandra Lades and Usually Just a T-Shirt 8. ožujka 1994. g. Album je sniman u isto vrijeme kad i Blood Sugar Sex Magik i izdan je od strane Ricka Rubina. Warner Bros., izdavačka kuća Peppersa, imala je pravo izdavanja albuma zbog klauzule u ugovoru Frusciantea s Peppersima, međutim, zbog njegova načina života, vrlo je rado prepustila izdavanje Rubinu, koji je to učinio na nagovor Fruscianteovih prijatelja River Phoenixa, Johnny Deppa i Gibby Haynesa.
New Times LA, novine iz Los Angelesa, 1996. su godine objavili članak o Fruscianteu i opisali ga kao "kostur presvučen kožom koji je na vrhuncu svoje ovisnosti i koji je umalo umro od infekcije krvi. Njegove su ruke pune ožiljaka od nepravilnog ubrizgavanja heroina i kokaina i koji mu stvaraju gnojne rane koje ne zarastaju". 
Zidovi njegove kuće u Hollywood Hillsu su bili u ruševnom stanju i prekriveni grafitima a kasnije je u kući izbio i požar koji ju je spalio do temelja. U to su vrijeme Johhny Depp i Gibby Haynes došli u njegovu kuću i snimili kratki dokumentarni film nazvan Stuff koji prikazuje smeće i nered u kojem je Frusciante živio. 
Frusciante je izdao svoj drugi solo album Smile From The Streets You Hold 1997. g. Po njegovom osobnom priznanju, album je izdan kako bi priskrbio novac za drogiranje i kasnije je povučen s tržišta. 

### 1997. - .2002: rehabilitacija i povratak u Pepperse
U drugoj polovici 1997. g., nakon više od 5 godina teške ovisnost, Frusciante je naglo prestao uzimati heroin i nikad mu se više nije vratio. Međutim, mjesecima nakon toga nije se uspjevao riješiti ovisnosti o cracku i alkoholu. U siječnju 1998. g., nakon molbi dugogodišnjeg prijatelja Boba Forresta, Frusciante se prijavio u Los Encinos, rehabilitacijsku kliniku u Los Angelesu i počeo s oporavkom. Pri dolasku u kliniku diagnosticirana mu je potencijalno smrtonosna upala usne šupljine i morao je zamijeniti sve svoje zube zubnom protezom. Nakon mjesec dana rehabilitacije odjavio se iz klinike i počeo svoj povratak u društvo.  
Potpuno oporavljen, Frusciante se okrenuo duhovnom i asketskom načinu života. Promijenio je način prehrane i počeo se baviti jogom. Kako bi održao postignutu visoku razinu duhovne spoznaje i bolje se koncentrirao na glazbu, donio je odluku o suzdržavanju od bilo kakvih spolnih aktivnosti.  
Na početku 1998. Peppersi su otpustili gitarista Davea Navarra i bili su na rubu raspada. Kako je John uspješno pobijedio svoju ovisnost, Kiedis i Flea su se dogovorili da ga pozovu nazad u grupu. Flea je otišao kod njega i pitao ga hoće li im se ponovo pridružiti. John je oduševljeno prihvatio ponudu.
Ponovo s Fruscianteom za gitarom, Peppersi su započeli sa snimanjem njihovog sljedećeg albuma, Californication, koji je izdan 1999. g. Za preporođenog Frusciantea, album je predstavljao svojevrsno slavljenje života. Njegov je povratak preporodio zvuk Peppersa i podigao moral cijeloj grupi. Frusciante je sa sobom donio i duboku posvećenost glazbi što je imalo velik utjecaj na način snimanja, kako Californicationa, tako i svih ostalih albuma. Frusciante je u intervjuima kasnije često navodio rad na Californicationu kao svoj omiljeni. 
Za vrijeme svjetske turneje povodom izdavanja Californicationa, Frusciante je nastavio s pisanjem svojih pjesama, koje su izdane 2001. g. na njegovom trećem solo albumu, To Record Only Water For Ten Days. Album nije bio ni približno avangardan kao prethodna dva albuma, ali su tekstovi pjesama i dalje bili teško dokučivi. Što se tiče samog glazbenog stila, album se stilski odmakao od klasičnog pepperovskog rock zvuka i sadrži new wave zvuk, oslanjajući se i na sintesajzer umjesto kao dotada isključivo na gitaru.
Frusciante je počeo sa snimanjem njegovog četvrtog albuma s Peppersima, By the Way 2001. g., koji je izdan 9. srpnja 2002. g. Album je označio i Fruscianteovu promjenu stava o Peppersima kao čvrsto povezanoj skupini umjesto četvero odvojenih pojedinaca, kao što je do tada gledao na njih.

### 2002. - .2006: albumi iz 2004. i Stadium Arcadium
Frusciante je napisao i snimio mnogo pjesama za vrijeme i nakon "By The Way" turneje. 2004. g. s Joeom Lallyem iz grupe Fugazi i Joshom Klinghofferom iz grupe The Bycycle Thief osniva supergrupu Ataxia. U dva tjedna sviranja snimili su oko 90 minuta materijala za dva albuma. Nakon dva dana u studiju, odrzali su dva nastupa u New Yorku, nakon cega su proveli jos dva dana snimajuci u studiju prije nego sto su raspustili grupu. 
U 2004. g., kroz vrijeme od godine dana, Frusciante izdaje šest solo albuma i debitantski album Ataxie. Počeo je s izdavanjem svoga četvrtog solo albuma Shadows Collide With People, 24. veljače 2004. g. U lipnju iste godine objavljuje izdavanje 6 albuma u sljedećih 6 mjeseci i to redom: The Will to Death, Automatic Writing s Ataxiom, DC EP, Inside of Emptiness, A Sphere in the Heart of Silence i Curtains. Omote svih albuma dizajnirala je Lola Montes.
Frusciante je također bio zauzet i ljetnom turnejom Peppersa u 2004. g, na kojoj su svirali na velikim stadionima i koja je ostala njihova najveća turneja do današnjeg dana. Na toj su turneji po prvi puta odsvirali i tri nove pjesme: "Leverage of Space", "Rolling Sly Stone" i "Mini-Epic". Izdaju i live album imena Live in Hyde Park s izvedbom grupe uživo s Hyde Parka u Londonu. 
Početkom 2005., grupa počinje sa snimanjem petog albuma na kojem sudjeluje Frusciante, Stadium Arcadium na kojem uz sviranje gitare također pjeva i kao pomoćni vokal u većini pjesama. U svojim gitarističkim aranžmanima na albumu koristi se širokim spektrom zvukova i sviračkih stilova preuzetih sa svih prethodnih albuma, od Blood Sugar Sex Magik do By The Way.
U to je vrijeme također počeo suradnju sa svojim bliskim prijateljem Omarom Rodriguez-Lopezom i njegovom grupom The Mars Volta.

### 2006. - danas: trenutačni projekti
Frusciante je dospio na naslovnicu magazina Rolling Stone u veljači 2007., zajedno s Derekom Truckosom i Johnom Mayerom. Prozvan je jednim od "Novih gitarističkih bogova" a časopis mu je dao i nadimak "Vizionar". U prošlosti je Frusciante dobivao umjerena priznanja za svoje gitarističko znanje i stil, ali tek nakon albuma Stadium Arcadium kritičari i ostali gitaristi postaju potpuno svjesni njegovog talenta. 
2007., nakon nekoliko odgoda, dovršava produkciju drugog albuma Ataxie, AW II, koji izlazi 29. svibnja 2007. g. Također surađuje s Klinghofferom na svom sljedećem solo albumu, Solo X, čije je izdavanje planirano u trećem kvartalu 2007. g.
20. siječnja 2009. John je izdao novi album, The Empyrean
16. prosinca 2009. objavio je da je prije godinu dana napustio sastav da bi se mogao koncentrirati na solo karijeru.

## Diskografija
| Datum izdavanja     | Naslov albuma                            | Izdavačka kuća      |
| ------------------- | ---------------------------------------- | ------------------- |
| 8. ožujka 1994.     | Niandra Lades and Usually Just a T-Shirt | American Recordings |
| 26. kolovoza 1997.  | Smile from the Streets You Hold          | Birdman Records     |
| 13. veljače 2001.   | To Record Only Water for Ten Days        | Warner Music Group  |
| 5. ožujka 2001.     | Going Inside                             | Warner Music Group  |
| 2001.               | From The Sounds Inside                   | Free Internet Album |
| 24. veljače 2004.   | Shadows Collide with People              | Warner Bros.        |
| 22. lipnja 2004.    | The Will to Death                        | Record Collection   |
| Ataxia, 2004.       | Automatic Writing                        | Record Collection   |
| 14. rujna 2004.     | DC EP                                    | Record Collection   |
| 26. listopada 2004. | Inside of Emptiness                      | Record Collection   |
| 23. studenog 2004.  | A Sphere in the Heart of Silence         | Record Collection   |
| 1. veljače 2005.    | Curtains                                 | Record Collection   |
| Ataxia, 2007.       | AW II                                    | Record Collection   |
| 20. siječnja 2009.  | The Empyrean                             | Record Collection   |

## Vanjske poveznice
- Službene web stranice  Arhivirana inačica izvorne stranice od 13. travnja 2013. (Wayback Machine)
- Službena MySpace stranica
- Korisna stranica